# Freundeskreis
Freundeskreis, parfois appelé FK, est un groupe de hip-hop allemand, originaire de Stuttgart.

## Biographie
Freundeskreis est formé en 1996 à Stuttgart. Le groupe qualifie lui-même sa musique comme du rap conscient. Ils sont réputés pour leurs textes très politisés, dénonçant les inégalités sociales et encourageant les échanges entre peuples du Monde. Ils publient en 1997 un premier album très remarqué, Quadratur des Kreises, dont le single A.N.N.A permettra au groupe de se hisser à la sixième place des classements musicaux allemands,,.
Puis en 1999 arrive un second opus, nommé Espéranto, d'après la langue du même nom. Le groupe éclaire ce choix de titre en expliquant que le hip-hop devrait être l'espéranto de la jeunesse. Le mot « Amikaro », présent sur la pochette de l'album, signifie Freundeskreis en espéranto. Le texte d'introduction est lui aussi en espéranto. Les titres Mit dir (Avec toi) et Tabula Rasa Pt.2 (en collaboration avec Gentleman) obtiennent eux aussi de bonnes places aux charts.
C'est en 2001 que le groupe décide de prendre une pause, et en 2007, il sort un album compilation, intitulé FK 10. Après s'être reformé sur scène en 2007, le groupe se sépare la même année.

## Style musical
Comme beaucoup de groupes de hip-hop allemands, on retrouve beaucoup de passages non-germanophones dans les textes de Freundeskreis. On trouve entre autres plusieurs participations d'artistes francophones ou anglophones dans les deux albums.

## Membres
- Maximilian « Max » Herre - chant
- « Don » Philippe Kayser - arrangement, production
- Martin « Friction » Welzer - DJing, production

## Discographie
- 1997 : Quadratur des Kreises (Four Music)
- 1999 : Esperanto (Four Music)
- 2007 : FK 10 (Nesola)